# Ноблстаун (Пенсільванія)
Ноблстаун (англ. Noblestown) — переписна місцевість (CDP) в США, в окрузі Аллегені штату Пенсільванія. Населення — 797 осіб (2020).

## Географія
Ноблстаун розташований за координатами 40°23′44″ пн. ш. 80°12′7″ зх. д. / 40.39556° пн. ш. 80.20194° зх. д. (40.395461, -80.201869).  За даними Бюро перепису населення США в 2010 році переписна місцевість мала площу 3,13 км², уся площа — суходіл.

## Демографія
Згідно з переписом 2010 року, у переписній місцевості мешкало 575 осіб у 215 домогосподарствах у складі 153 родин. Густота населення становила 184 особи/км².  Було 234 помешкання (75/км²).
Расовий склад населення:
| - 97,4 % — білих - 1,2 % — чорних або афроамериканців - 0,3 % — азіатів |

До двох чи більше рас належало 0,9 %. Частка іспаномовних становила 0,9 % від усіх жителів.
За віковим діапазоном населення розподілялося таким чином: 29,6 % — особи молодші 18 років, 63,3 % — особи у віці 18—64 років, 7,1 % — особи у віці 65 років та старші. Медіана віку мешканця становила 36,5 року. На 100 осіб жіночої статі у переписній місцевості припадало 103,2 чоловіків;  на 100 жінок у віці від 18 років та старших — 93,8 чоловіків також старших 18 років.
За межею бідності перебувало 11,7 % осіб, у тому числі 30,4 % дітей у віці до 18 років та 0,0 % осіб у віці 65 років та старших.
Цивільне працевлаштоване населення становило 270 осіб. Основні галузі зайнятості: освіта, охорона здоров'я та соціальна допомога — 45,2 %, виробництво — 17,4 %, будівництво — 10,0 %, фінанси, страхування та нерухомість — 8,9 %.